# Koridor Pao-tchou (Jin-čchuan) – Chaj-nan
Koridor Pao-tchou (Jin-čchuan) – Chaj-nan (čínsky v českém přepisu pao (jin) chaj tchung-tao, pchin-jinem Bāo (Yín) Hǎi tōngdào, znaky zjednodušené 包（银）海通道) je vysokorychlostní železniční koridor v Číně, jeden z osmi severojižních koridorů v rámci budované čínské sítě „Osmi vertikálních a osmi horizontálních“ vysokorychlostních železničních koridorů.

## Trasa
| Úsek koridoru                                                   | Úsek koridoru                                                   | Max. rych. km/h                  | Délka úseku km                   | Stav                             | Začátek výstavby Uvedení do provozu | Pozn.                            |
| Sekce Pao-tchou (Jü-lin) – Si-an                                | Sekce Pao-tchou (Jü-lin) – Si-an                                | Sekce Pao-tchou (Jü-lin) – Si-an | Sekce Pao-tchou (Jü-lin) – Si-an | Sekce Pao-tchou (Jü-lin) – Si-an | Sekce Pao-tchou (Jü-lin) – Si-an    | Sekce Pao-tchou (Jü-lin) – Si-an |
| --------------------------------------------------------------- | --------------------------------------------------------------- | -------------------------------- | -------------------------------- | -------------------------------- | ----------------------------------- | -------------------------------- |
| Pao-tchou – Ordos                                               | Pao-tchou – Ordos                                               |                                  |                                  | Středně–dlouhodobé plánování     | Středně–dlouhodobé plánování        |                                  |
| Ordos – Jen-an                                                  | Ordos – Jü-lin                                                  | 350                              | 151                              | Plánování                        | 5. listopadu 2023 Plánováno 2028    |                                  |
| Ordos – Jen-an                                                  | Jü-lin – Jen-an                                                 | 350                              | 239                              | Ve výstavbě                      | 5. listopadu 2023 Plánováno 2028    |                                  |
| Jen-an – Si-an                                                  | Jen-an – Si-an                                                  | 350                              | 292                              | Ve výstavbě                      | 9. ledna 2020 Plánováno 2025        |                                  |
| Jin-čchuan – Lan-čou                                            | Jin-čchuan – Lan-čou                                            | 250                              | 74                               | V provozu                        | 9. srpna 2016 29. prosince 2019     |                                  |
| Jin-čchuan – Si-an                                              | Jin-čchuan – Si-an                                              | 250                              | 543                              | V provozu                        | 9. srpna 2016 26. prosince 2020     |                                  |
| Sekce Si-an – Nan-ning                                          |                                                                 |                                  |                                  |                                  |                                     |                                  |
| Si-an – Čchung-čching                                           | Si-an – An-kchang                                               | 350                              | 171                              | Ve výstavbě                      | 29. června 2021 Plánováno 2025      |                                  |
| Si-an – Čchung-čching                                           | An-kchang – Čchung-čching                                       | 350                              | 479                              | Ve výstavbě                      | 29. listopadu 2022 Plánováno 2028   |                                  |
| Si-an – Čchung-čching                                           | Fan-kchuaj – Wan-čou                                            | 350                              | 90                               | Ve výstavbě                      | 29. listopadu 2022 Plánováno 2028   |                                  |
| Čchung-čching – Kuej-jang                                       | Čchung-čching – Kuej-jang                                       | 200                              | 345                              | V provozu                        | 22. prosince 2010 25. ledna 2018    |                                  |
| Druhá trať (VRT) Čchung-čching – Kuej-jang                      | Druhá trať (VRT) Čchung-čching – Kuej-jang                      | 350                              | 383                              | Středně–dlouhodobé plánování     | Středně–dlouhodobé plánování        |                                  |
| Kuej-jang – Nan-ning                                            | Kuej-jang – Li-po                                               | 350                              | 205                              | V provozu                        | 29. prosince 2016 8. srpna 2023     |                                  |
| Kuej-jang – Nan-ning                                            | Li-po – Nan-ning                                                | 350                              | 307                              | V provozu                        | 29. prosince 2016 31. srpna 2023    |                                  |
| Sekce Nan-ning – Chaj-kchou, Chajnanský okruh                   |                                                                 |                                  |                                  |                                  |                                     |                                  |
| Nan-ning – Čchin-čou                                            | Nan-ning – Čchin-čou                                            | 250                              | 99                               | V provozu                        | 11. prosince 2008 30. prosince 2013 |                                  |
| Čchin-čou – Che-pchu Vysokorychlostní trať Čchin-čou – Pej-chaj | Čchin-čou – Che-pchu Vysokorychlostní trať Čchin-čou – Pej-chaj | 250                              | 99                               | V provozu                        | 23. června 2009 30. prosince 2013   |                                  |
| Nan-ning – Che-pchu                                             | Nan-ning – Che-pchu                                             | 350                              | ~172                             | Středně–dlouhodobé plánování     | Středně–dlouhodobé plánování        |                                  |
| Che-pchu – Čan-ťiang                                            | Che-pchu – Čan-ťiang                                            | 350                              | 137                              | Plánování                        | Plánováno 2022 Plánováno 2025       |                                  |
| Čan-ťiang – Chaj-kchou                                          | Čan-ťiang – Chaj-kchou                                          | 350                              | ~129                             | Plánování                        | Plánováno 2022                      |                                  |
| Chajnanský okruh                                                | východní úsek                                                   | 250                              | 308                              | V provozu                        | 29. září 2007 30. prosince 2010     |                                  |
| Chajnanský okruh                                                | západní úsek                                                    | 200                              | 344                              | V provozu                        | 30. prosince 2010 30. prosince 2015 |                                  |